# Desmiphora crocata
Desmiphora crocata là một loài bọ cánh cứng trong họ Cerambycidae.